# Аляскинський меморіал ветеранів
Аляскинський меморіал ветеранів (англ. Alaska Veterans Memorial) — відкритий 11 серпня 1984 року меморіал у парку Деналі, внутрішня Аляска, США. Присвячений пам'яті ветеранів сухопутних військ, військово-повітряних сил, військово-морських сил, морської піхоти, берегової охорони США, а також мешканців Аляски, нагороджених медаллю Пошани, і працівників торгового флоту. Також присутній пам'ятник жертвам авіакатастроф.

## Опис
На 147,2 милі автошляху Джордж Паркс між містами Анкоридж і Фербанкс розташовується парк Деналі, на території якого й розташований Аляскинський меморіал ветеранів. Створення й фінансування проекту стало можливим завдяки сенатору штату Аляска й ветерану Другої світової війни Чарлзу Парру (англ. Charles Parr), який акцентував увагу на тому, що Аляска — єдиний штат у складі США, де відсутній меморіал цієї тематики. Роботи зі спорудження почалися влітку 1983 року й тривали до 11 серпня 1984 року, коли губернатор штату Аляска й ветеран військово-повітряних сил США Білл Шеффілд провів церемонію урочистого відкриття меморіалу. Центральною й основною композицією стали п'ять бетонних блоків висотою більше 6 м з вирізаними зірками й написами про слід в історії Аляски представників п'яти родів військ США: сухопутних військ, військово-повітряних сил, військово-морських сил, морської піхоти, берегової охорони. 30 травня 1999 року в композицію меморіалу був внесемо пам'ятник працівникам торгового флоту, які зробили свій вагомий внесок під час конфліктів на Тихому океані.
Основна тематика парку — пам'ять про ветеранів і жертв Другої світової війни, Кореї, В'єтнаму, Гренади, Війни в Затоці. На території комплексу проводяться різного роду тематичні зустрічі, заходи з ознайомлення з історією, героями й жертвами воєн, популяризація шанування ветеранів та їхніх сімей.